# Морские лилии
Морски́е ли́лии, или криноиде́и (лат. Crinoidea), — класс морских беспозвоночных животных из типа иглокожих. Известно около 700 видов.

## Описание
Донные животные с телом в виде чашечки, в центре которой находится рот, а вверх отходит венчик из ветвящихся лучей (рук). Вниз от чашечки у стебельчатых морских лилий отходит прикрепительный стебелёк длиной до 1 м, прирастающий к грунту и несущий боковые придатки (цирры); у бесстебельчатых — только подвижные цирры. На концах цирр могут иметься зубчики, или «коготки», которыми бесстебельные лилии прикрепляются к грунту.
Морские лилии — единственные иглокожие, сохранившие характерную для предков иглокожих ориентацию тела: рот у них обращён вверх, а к поверхности грунта повёрнута спинная сторона.
Как и у всех иглокожих, строение тела морских лилий подчинено пятилучевой радиальной симметрии. Лучей 5, однако они могут неоднократно разделяться, давая от 10 до 200 «ложных лучей», снабжённых многочисленными боковыми ответвлениями (пиннулами). Распущенный венчик морской лилии образует сеть для улавливания приносимого течением планктона и детрита. Лучи на своей внутренней (ротовой) стороне имеют слизисто-ресничные амбулакральные желобки, ведущие ко рту; по ним захваченные из воды пищевые частички переносятся к ротовому отверстию. На краю чашечки, на коническом возвышении (папилле) находится анальное отверстие.
Имеется внешний скелет; эндоскелет лучей и стебелька состоит из известковых члеников. Внутрь лучей и стебелька заходят ответвления нервной, амбулакральной и половой систем. Помимо внешней формы и ориентации спинно-брюшной оси тела, морские лилии отличаются от других иглокожих упрощённой амбулакральной системой — нет ампул, управляющих ножками, и мадрепоровой пластинки.
- Стебельчатая морская лилия (Isocrinida), хорошо видны стебель, лучи и пиннулы
- Бесстебельчатая морская лилия Oxycomanthus bennetti (Comatulida)
- Тегмен Lamprometra palmata. Рот расположен в центре 5 пластинок, а анус на вершине столбика
- Цирры, позволяющие морским лилиям ползать по дну и прикрепляться к субстрату
- Пиннулы Tropiometra carinata (с паразитами Myzostoma fuscomaculatum)

## Образ жизни и питание
Стебельчатые морские лилии (ок. 80 видов) ведут сидячий образ жизни и обнаруживаются на глубине от 200 до 9700 м.
Бесстебельчатые (ок. 540 видов) наиболее разнообразны на мелководьях тропических морей, часто ярко и пёстро окрашены. Примерно 65 % бесстебельчатых морских лилий обитает на глубине менее 200 м. В тропической части Тихого океана на одном рифе может обитать до 50 их видов. Бесстебельчатые лилии способны открепляться от субстрата, перемещаться вдоль дна и всплывать за счёт движения рук.
Все морские лилии являются пассивными фильтраторами, отцеживающими из воды питательную взвесь: простейших (диатомовые водоросли, фораминифер), личинок беспозвоночных, мелких ракообразных и детрит.

## Размножение и развитие
Раздельнополы; гаметы развиваются в пиннулах. Развитие с плавающей личинкой (долиолярией). Личинки, прикрепляясь к субстрату, превращаются в миниатюрное стебельковое подобие взрослой лилии. У бесстебельчатых лилий по мере роста во взрослую форму стебелёк отмирает.

## Эволюция
Ископаемые морские лилии известны с нижнего ордовика. Предположительно, они произошли от примитивных стебельчатых иглокожих класса Eocrinoidea. Наибольшего расцвета достигали в среднем палеозое, когда их насчитывалось свыше 5000 видов, но к концу пермского периода большая их часть вымерла. Подкласс Articulata, к которому относятся все современные морские лилии, известен с триаса.
Окаменелые остатки морских лилий относятся к одним из наиболее распространённых ископаемых. Некоторые известняковые пласты, датируемые палеозоем и мезозоем, почти полностью сложены из них. Ископаемые членики стеблей морских лилий, напоминающие зубчатые колёса, называются трохитами.
- Окаменелости морских лилий
- с севера Германии
- из раннего карбона Айовы
- из позднего ордовика Кентукки
- Pentacrinites subangularis из ранней юры Германии
- Фрагменты Isocrinus nicoleti из средней юры Юты
- из ордовика Огайо
- Фрагмент стебля из раннего карбона Огайо
- Pentacrinites subangularis из юры Германии

## Классификация
В классе морских лилий один современный подкласс Articulata с 4 современными и 2 ископаемыми отрядами:
- Отряд Comatulida
- Отряд Cyrtocrinida[англ.]
- Отряд Hyocrinida[англ.]
- Отряд Isocrinida[англ.]
- Отряд Encrinida †
- Отряд Millericrinida[англ.] †
- Семейство Eckicrinidae †

Кроме того выделяют 2 ископаемых подкласса:
- † Camerata[англ.]
  - † Инфракласс Eucamerata
- † Pentacrinoidea[англ.]
  - † Инфракласс Inadunata

## В культуре
Окаменевшие членики морских лилий — трохиты, звёздочки и диски с отверстием в центре, иногда соединённые в столбики, — издавна привлекали внимание людей. Многоугольные членики криноидей в форме звезды англичане называли «каменными звёздами» и делали различные допущения об их связи с небесными светилами. Первое письменное упоминание о них принадлежит английскому натуралисту Джону Рею в 1673 году. В 1677 году его соотечественник, натуралист Роберт Плит (1640—1696), допустил, что из члеников этих животных были сделаны чётки святого Кутберта, епископа Линдисфарна. На побережье Нортумберленда эти окаменелости так и называют — «чётки святого Кутберта».